# Jakovaara
Jakovaara är en kulle i Finland.   Den ligger i den ekonomiska regionen  Fjäll-Lappland  och landskapet Lappland, i den norra delen av landet, 900 km norr om huvudstaden Helsingfors. Toppen på Jakovaara är 401 meter över havet.
Terrängen runt Jakovaara är huvudsakligen platt.  Trakten runt Jakovaara är nära nog obefolkad, med mindre än två invånare per kvadratkilometer. Det finns inga samhällen i närheten. 